# Сан Патрисио (окръг, Тексас)
Окръг Сан Патрисио (на английски: San Patricio County) е окръг в щата Тексас, Съединени американски щати. Площта му е 1831 km², а населението - 67 138 души (2000). Административен център е град Синтън.